# 普卢迪里
普卢迪里（法語：Ploudiry，法語發音：[pludiʁi]）是法国菲尼斯泰尔省的一个市镇，属于布雷斯特区。

## 地理
普卢迪里（48°27'12"N, 4°8'34"W）面积27.19 平方千米，位于法国布列塔尼大區菲尼斯泰尔省，该省份为法国最西部的省份，位于布列塔尼半岛西部，北西南三面环大西洋，东临阿摩尔滨海省和莫尔比昂省。
与普卢迪里接壤的市镇（或旧市镇、城区）包括：博迪利斯、洛克埃吉内尔、洛克梅拉尔、拉马尔蒂尔、拉罗什莫里斯、锡赞、勒特雷乌。

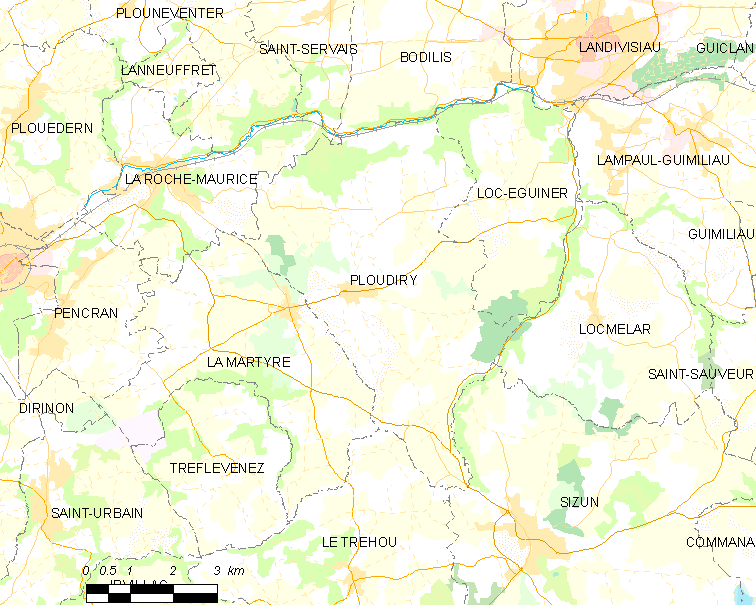
普卢迪里的OSM定位图

普卢迪里的时区为UTC+01:00、UTC+02:00（夏令时）。

## 行政
普卢迪里的邮政编码为29800，INSEE市镇编码为29180。

## 政治
普卢迪里所属的省级选区为蓬德比莱基梅尔县。

## 人口

1962-2008年间普卢迪里人口变化图示

普卢迪里于2022年1月1日时的人口数量为879人。